# Carlo Vittorio Amadeo della Lanze
Carlo Vittorio Amedeo delle Lanze (ur. 1 września 1712 w Turynie, zm. 25 stycznia 1784 w San Benigno Canavese) – włoski kardynał.

## Życiorys
Urodził się 1 września 1712 roku w Turynie, jako syn Carla Francesca Agostina delle Lanze i Barbary Luigii di Piosacco. W młodości podróżował po Europie, a przebywając w Zjednoczonych Prowincjach, postanowił wstąpić do zakonu kanoników regularnych św. Genowefy w Paryżu, którzy wówczas uchodzili za miejsce pokuty i centrum opozycji jansenistycznej. Przebywając w nowicjacie, jego ojciec nakazał mu powrót do Rzymu, gdzie podjął studia na Papieskiej Akademii Kościelnej. W 1732 roku przeniósł się na Uniwersytet Turyński, gdzie uzyskał bakalaureat z teologii. W 1736 roku przyjął święcenia diakonatu. Gdy osiągnął pełnoletniość odzyskał lenno swojego ojca, z wyjątkiem Vinovo. Jego dom często był miejscem spotkań dla pasjonatów zagadnień reformy Kościoła i ruchu jansenistycznego. W latach 1746–1773 był głównym jałmużnikiem na dworze swojego kuzyna Karola Emanuela III. 10 kwietnia 1747 roku został kreowany kardynałem diakonem i otrzymał diakonię Santi Cosma e Damiano. 11 sierpnia tego samego roku został wybrany tytularnym arcybiskupem Nikozji, a 24 września przyjął sakrę. 2 października został podniesiony do rangi kardynała prezbitera i otrzymał kościół tytularny San Sisto. W 1750 roku zamieszkał w opactwie San Benigno i spędził tam większość pozostałej części życia. Uczestniczył w wydarzeniach Sabaudii jedynie, gdy wymagane było nadanie odpowiedniej oprawy uroczystościom religijnym. Pobłogosławił małżeństwo Wiktora Amadeusza III i Marii Antonii Burbon, a także wnioskował o promocję kardynalską dla Ludovica Merliniego. W 1773 roku zrezygnował z bycia tytularnym arcybiskupem Nikozji, a dwa lata później został prefektem kongregacji Soborowej. Papież zwolnił go z obowiązku zamieszkiwania w Rzymie. Gdy pod koniec 1775 roku zmarł chargé d’affaires Turynu, Domenico Morelli, della Lanze został poproszony o objęcie urzędu do 1778 roku, gdy Emidio Ziucci przejmie urząd. W latach 1783–1784 był protoprezbiterem. Dochód z tytułu objęcia tej funkcji przeznaczył na sprawę procesu beatyfikacyjnego Benedykta Józefa Labrego. Kardynał zmarł 25 stycznia 1784 roku w San Benigno Canavese.